# 頼母子古墳
頼母子古墳（たのもしこふん）は、群馬県太田市牛沢町付近に所在したと伝わる古墳。頼母子大塚山古墳（たのもしおおつかやまこふん）とも呼ばれる。

## 概要
朝子塚古墳西側、かつて旧国道354号（群馬県道142号）より南側に所在したと伝わる古墳。群馬県では1915年（大正4年）の藤岡市三本木所在古墳での発見につぐ2番目に多い、2面の三角縁神獣鏡が出土した。墳丘は1910年（明治43年）に土砂採取のため破壊された。戸籍の記録や出土品から、朝子塚古墳の一つ前の首長墓とされている。埋葬施設は粘土郭とみられている。

## 規模
本古墳の規模について伝わる数値は墳丘高さのみである。
- 墳丘高さ : 5.4 m

## 出土品
1910年の削平時に波紋帯龍虎鏡、吾作銘帯三神五獣鏡、有銘文帯四神四獣鏡、石釧、鉄鏃などが発見された。
現在、吾作銘帯三神五獣鏡、有銘文帯四神四獣鏡は所在不明。

## 吾作銘帯三神五獣鏡
本古墳出土の吾作銘帯三神五獣鏡と推定されている拓本が奈良県立天理図書館に、拓影の鏡が南山大学人類学博物館にそれぞれ収蔵されている。現在この銅鏡は岐阜県可児市土田出土とされ、兵庫県西求女塚古墳、京都府椿井大塚山古墳、千葉県城山1号墳出土の銅鏡と同笵である。